# Активоване вугілля

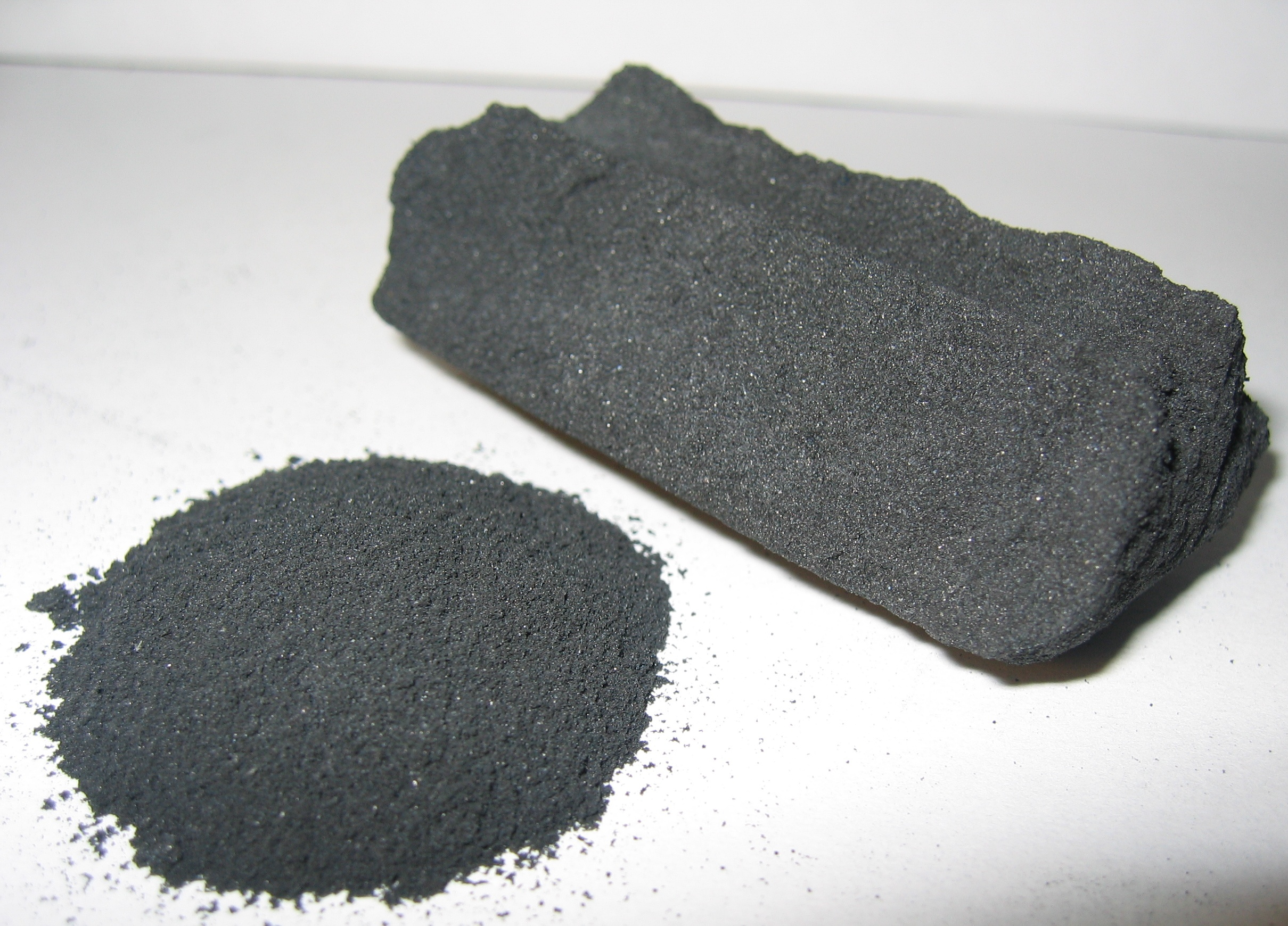
Активоване вугілля

Активо́ване вугі́лля (лат. Carboneum activatum, англ. activated coal, нім. Aktivkohle) — пориста вуглецева речовина з високими адсорбційними властивостями та гідрофобністю. Містить величезну кількість пор і тому має дуже велику поверхню (1 г вугілля має поверхню 500—3000 м², унаслідок чого має високу адсорбцію.
Активоване вугілля отримують карбонізацією з органічних матеріалів: деревного вугілля, кам'яновугільного коксу, горіхової шкаралупи тощо.
Застосовується як адсорбент у засобах протигазового захисту, медицині, хімії, харчовій промисловості тощо, а також як носій каталізаторів у технологічних процесах, сорбент для концентрування мікродомішок в аналітичній хімії. В кулінарії активоване вугілля використовують як сурогат натурального барвника — чорнил каракатиці.

## Хімічні властивості і модифікації
Звичайне активоване вугілля є активною сполукою, здатною до окиснення киснем повітря або кисневою плазмою, водяною парою, а також вуглекислим газом чи озоном.
Окислення в рідкій фазі здійснюють низкою реагентів (HNO3, H2O2, KMnO4). За рахунок утворення багатьох основних і кислотних груп на поверхні окисленого вугілля його сорбційні та інші властивості можуть істотно відрізнятися від неокисленого.
Модифіковане азотом вугілля отримують або виходячи з азотовмісних природних речовин або полімерів, або обробкою вугілля азотовмісними реагентами. Також вугілля здатне взаємодіяти з хлором, бромом та фтором.
Важливе значення має сірковмісне вугілля, яке синтезують різними шляхами. Останнім часом хімічні властивості вугілля пояснюються наявністю на його поверхні активного подвійного зв'язку.
Активоване вугілля БАУ-А являє собою зерна чорного кольору без механічних домішок. Вугілля БАУ-А має сильно розвинену загальну пористість, широкий діапазон розмірів пор і значну величину питомої поглинаючої поверхні (700-800 м2 в 1 г вугілля). Такі характеристики дають можливість використовувати вугілля БАУ-А для очищення рідких середовищ від широкого спектру домішок (від дрібних, сумірних з молекулами йоду до молекул жирів, мастил, нафтопродуктів, хлорорганічних сполук та ін.)

## У фармакології
Вугілля активоване (лат. Carbo activatus) адсорбує на своїй поверхні алкалоїди, барвники, глікозиди, феноли, токсини і солі важких металів. У лужному середовищі адсорбна здатність вугілля підсилюється. Форма випуску: порошок, таблетки.